# Syngramma coriacea
Syngramma coriacea är en kantbräkenväxtart som först beskrevs av Edwin Bingham Copeland, och fick sitt nu gällande namn av Holtt. Syngramma coriacea ingår i släktet Syngramma och familjen Pteridaceae. Inga underarter finns listade.